# Ring 1 (Roskilde)
 For alternative betydninger, se Ring 1. (Se også artikler, som begynder med Ring 1)
Ring 1[kilde mangler] ofte benævnt O1[kilde mangler] er et system af tilsammen 4,6 km veje beliggende rundt om Roskildes bymidte. Vejene skal være med til at lede den tunge trafik uden om bymidten.. 

## Vejsystemets forløb
Hvis man tager udgangspunkt i Kong Valdemars Vej og følger vejsystemet med uret, forsætter det ad Algade under Røde Port og videre ad Ny Østergade og Køgevej på sydsiden af Roskilde Station og gennem viadukten under jernbanearealet i SV-enden af Roskilde Station. Derefter forsættes  mod vest ad Jernbanegade, videre ad Borgediget, Byvolden, Sankt Mortens Vej, og Sankt Clara Vej, som ender i en rundkørsel, hvor udgangspunktet Kong Valdemars Vej mødes igen.